# Morti nel 1235
| Questa pagina contiene informazioni ricavate automaticamente dalle voci biografiche con l'ausilio del template Bio e di un bot. L'aggiornamento è periodico e automatico e ricostruisce completamente la pagina. Se manca una persona in questa lista, sei pregato di non aggiungerla, ma accertati piuttosto che la sua voce biografica contenga il template Bio e che i dati anagrafici siano correttamente compilati. Se il template Bio manca, inseriscilo tu stesso o, in alternativa, metti l'avviso {{tmp\|Bio}} che ne segnala la mancanza. Se i dati riportati sono sbagliati, correggi direttamente la voce biografica; le modifiche saranno visibili in questa lista entro pochi giorni. Per chiarimenti vedi il progetto biografie. La lista contiene solo le 20 persone che sono citate nell'enciclopedia e per le quali è stato implementato correttamente il template Bio. Pagina aggiornata al 27 gen 2025. |

- 14 gennaio - Sava di Serbia, arcivescovo ortodosso serbo (n. 1174)
- 9 febbraio - Nicola di Otranto, monaco cristiano, filosofo e teologo italiano
- 15 marzo - Oldeberto Tornielli, vescovo cattolico italiano
- 29 marzo - Maria di Svevia, principessa tedesca
- 10 aprile - Iacopo Baldovini, giurista italiano (n. 1175)
- 14 maggio - Guidotto da Correggio, vescovo cattolico italiano
- 5 settembre - Enrico I di Brabante, condottiero tedesco (n. 1165)
- 21 settembre - Andrea II d'Ungheria, sovrano
- 5 novembre - Beatrice di Svevia, principessa sveva (n. 1203)
- 27 novembre - Qutbuddin Bakhtiar Kaki, mistico indiano (n. 1173)
- 9 dicembre - Robert Fitzwalter, condottiero e nobile inglese
- Agnello da Pisa, religioso italiano (n. 1194)
- Alice di Châtillon, nobile (n. 1181)
- Andronico I di Trebisonda, imperatore
- Blacatz, trovatore francese (n. 1165)
- David Kimchi, biblista, grammatico e filosofo francese (n. 1160)
- Vescovo di Clermont, trovatore francese
- Baldovino da Casaloldo, politico italiano
- Giuseppe, monaco di Fiore, religioso italiano
- Ibn al-Farid, scrittore egiziano (n. 1181)